# 学校リスクマネジメント推進機構
学校リスクマネジメント推進機構（がっこうリスクマネジメントすいしんきこう）は、東京都千代田区九段南三丁目に本社を構える学校を対象としたリスクマネジメント・危機管理事業支援団体である。

## 概要
学校や教職員に対して、リスクマネジメントや危機管理上のアドバイスや研修、緊急支援等を行っている。

## 学校リスクマネジメント推進機構の事業
- クレーム対応支援
  - 解決策アドバイス
  - 研修会[2][1][3][4]
  - 諸規則作成・運用支援

- 個人情報保護対策
  - 個人情報保護診断
  - 諸規則作成・運用支援
  - 研修会[1]
  - 漏洩対策支援

- 不祥事防止・発生時対応
  - 人的スクリーニング
  - 内部通報窓口設置支援
  - 記者会見支援
  - 解決策アドバイス

- 関連商品の販売
  - 参考書籍[4][5][6][7][8][9][10]
  - マニュアル
  - セキュリティ用品

- その他
  - リスクの洗出し
  - 反社会的勢力に関するアドバイス
  - 各種マニュアル作成
  - リスクマネジメント体制の構築

## メディア

### TV
- 2008年6月20日
  - 日本テレビ おもいッきりイイ!!テレビ[5]
- 2008年11月25日
  - フジテレビ カスペ! お客様は王様かよっ!?[11]
- 2008年12月16日
  - CS放送 朝日ニュースター 「山ちゃんのジャーナルしちゃうぞ! 親と学校が生んだ!?モンスターペアレント」
- 2009年4月29日
  - TBSテレビ 水曜ノンフィクション 関口宏モトをたどれば
- 2010年10月01日
  - 読売テレビ かんさい情報ネットten! ten!タメ

### ラジオ
- 2007年8月22日
  - RADIO BINGO 77.7MHz FMふくやま 「おはようときめきタイム〜モンスターペアレントの現状」
- 2009年5月22日
  - TBSラジオ アクセス

### 雑誌
- 2008年10月20号
  - AERA

### 新聞
- 2008年6月19日
  - 読売新聞 モンスターペアレントに関する記事（地域・広島）
- 2009年1月8日
  - 読売新聞 朝刊（くらし家庭面）[12]
- 2010年2月25日
  - 読売新聞 朝刊（教育ルネサンス 親と向き合う）[1]
- 2010年7月31日
  - 読売新聞 朝刊のくらし教育ページ、書籍紹介短信欄(P25)